# Knut Belfrage
Knut Arkadius Belfrage, född 7 oktober 1851 i Foss socken, Göteborgs och Bohus län, död 2 december 1934 i Lidköping, var en svensk läkare. Han var bror till Fritz Belfrage.
Belfrage blev student vid Uppsala universitet 1872, medicine kandidat 1878, medicine licentiat vid Karolinska institutet i Stockholm 1884. Han var extra provinsialläkare i Fässbergs distrikt i Göteborgs och Bohus län 1884–1917 och tillika läkare vid Mölndals sjukhus 1886–1917. Han var läkare vid Göteborgs stads och Göteborgs och Bohus läns sinnesslöanstalt på Stretered 1897–1917 och dispensärläkare i Fässbergs distrikt 1916 och 1917. Han var ordförande i dispensärnämnden i Lidköping 1921–1923, chefsläkare vid extra krigssjukhuset på Vendelsberg, anordnat av Svenska Röda Korsets lokalavdelning i Göteborg, 1915–1921 och sjukhusstyrelsens ordförande 1916–1921. Det varpå hans initiativ som Mölndals sjukhus tillkom. Han pensionerades vid årsskiftet 1917/1918 och var därefter bosatt i Lidköping, där han ordnade Lidköpings hantverksförenings museum i gamla rådhuset.
På grund av försummelse att vid uppnåendet av 65 års ålder (oktober 1916) avgå ur tjänsten , gjordes 1917 underdånig anhållan att vid avskedstagandet erhålla en pension på 1500 kronor i enlighet med kungörelsen den 30 december 1911 angående rätt till pension för vissa extra provinsialläkare, som ej var delaktiga i extra provinsialläkares pensionskassa, varför Kungl. Maj:t i proposition till 1918 års riksdag gjorde framställning härom. Denna framställning blev efter tillstyrkan av bankoutskottet av Riksdagen bifallen. Pension beviljades dessutom av Fässbergs kommun (sedermera Mölndals stad) och för tjänsten som sjukhus- (sjukstuge-)läkare av Göteborgs och Bohus läns landsting.
Belfrage var ordförande i Göteborgs läkaresällskap 1910 och 1911, mångårig ledamot av Göteborgs och Bohus läns hushållningssällskap samt av skolrådet i Fässberg. Han var inspektor för Mölndals arbetareinstitut 1900–1907.